# Francis Galton
Francis Galton (Sparkbrook, 16 febbraio 1822 – Haslemere, 17 gennaio 1911) è stato un esploratore, biologo, antropologo climatologo britannico e patrocinatore dell'eugenetica, termine da lui creato.
Oltre a tale parola, ha lasciato alla scienza anche termini come anticiclone – in quanto si interessava anche di meteorologia – e regressione e correlazione. Contribuì all'affermazione di diverse discipline sperimentali, tra cui la psicometria.

## Biografia
Di famiglia quacchera, era nipote di Erasmus Darwin e cugino di Charles Darwin (sua madre, Frances Ann Violetta Darwin, era la sorellastra minore del padre di Charles Darwin, Robert), ma, nonostante la notevole parentela, non portò a termine né gli studi in medicina, né ottenne il diploma di matematica a Cambridge.
Personaggio polivalente e intellettualmente prolifico, Galton ha scritto più di 340 fra articoli e libri nel corso della sua vita. Fortemente interessato al miglioramento della razza e alla selezione di una élite intellettuale, è stato il fondatore di una nuova disciplina da lui denominata eugenetica. La sua teoria è anche detta darwinismo sociale. La teoria evolutiva portava con sé un ottimismo razionale, quello che la selezione naturale avrebbe migliorato le specie viventi; il darwinismo sociale rilevava che l'evoluzione umana non seguiva queste regole, e sosteneva che la selezione doveva applicarsi all'uomo poiché anch'esso appartiene al regno animale e perché la selezione naturale avrebbe garantito la migliore qualità degli individui e il migliore futuro della specie umana.
Il 5 febbraio 1844 entrò nella Massoneria, nella Scientific lodge di  Cambridge, appartenente alla Gran Loggia unita d'Inghilterra, divenne Compagno l'11 marzo e Maestro il 13 maggio  dello stesso anno. Uno dei suoi certificati massonici della Scientific lodge si trova tra le sue carte all'University College di Londra..

## Galton e l'eugenetica
Da quest'immagine semplicistica dell'uomo come animale in evoluzione, si dedusse un'immagine dello sviluppo della società umana come evoluzione altrettanto spontanea e incontrollata di quella che si supponeva fosse l'evoluzione dell'organismo umano (H. Drummond, Natural law in the spiritual world, Londra, 1883). Muovendo da questa concezione, Francis Galton si accinse con le migliori intenzioni a studiare l'eredità delle grandi personalità del suo tempo (F. Galton, Hereditary genius, Londra, 1869). Egli trovò che molti di questi uomini superiori erano imparentati fra di loro e che tutti appartenevano a un numero relativamente ristretto di famiglie.
Galton tuttavia trascurò che la classe dominante inglese del suo tempo costituiva un'esigua minoranza di famiglie, legate fra di loro da vincoli matrimoniali, e che le probabilità di successo, anche intellettuale, andavano in maniera schiacciante a favore dei giovani della classe dominante. Il lavoro di Galton ha tuttavia il merito di essere il primo esempio, per quanto grossolano, di statistica applicata allo studio dell'ereditarietà; esso pose le fondamenta dell'eugenetica, scienza socio-biologica, che da allora è stata utilizzata soprattutto per tentar di provare, sul terreno genetico, la superiorità di sangue delle classi privilegiate, e la necessità di proteggerne la purezza da incroci avventati con le classi inferiori. Quest'interpretazione biologica della società, col suo accento sul fatto razziale e sugli incroci, ha influenzato in maggiore o minor misura molti storici e sociologici del periodo. Essa è stata popolarizzata da storici come Green e da romanzieri come Wells.

## Contributi alla geografia
Tra il 1845 e il 1846 si recò in Egitto e intraprese un viaggio lungo il Nilo fino a Khartum in Sudan, da dove poi proseguì fino a Beirut, Damasco e lungo le rive del Giordano. Diviene socio della Royal Geographical Society e nel 1850 parte per un viaggio esplorativo autofinanziato nell'Africa Sudoccidentale. Lo accompagnò l'esploratore britannico di origine svedese Carl Johan Anderson che si fermò nei territori per un periodo più lungo. Durante il viaggio esplorarono e tracciarono le mappe del Damaraland e dell'Ovamboland. Al rientro, nel 1851, pubblicò la sua relazione: "Narrative of an Explorer in Tropical South Africa" che gli valse la medaglia d'oro della Royal Geographical Society e la medaglia d'argento della Société de Géographie francese.

## Contributi alla statistica
Nel 1865 comincia a interessarsi alla metodologia statistica e alla sua applicazione in molteplici settori, fra i quali la 
genetica, l'antropometria, l'educazione e la psicologia. Grazie ai suoi tentativi di quantificare il comportamento dell'uomo viene considerato il padre della biometria. In una ricerca del 1869 introdusse il concetto di correlazione, senza darne una definizione (osservò che tra moralità di un individuo e la sua instabilità morale non vi è correlazione).
Nel 1877, studiando la relazione tra l'altezza dei figli e l'altezza dei padri, constatò che lo scarto dalla media regredisce. In tale studio (nel quale fa uso della curva gaussiana di distribuzione normale) introdusse anche una misura numerica di tale funzione (relazione) lineare oggi nota come coefficiente di regressione (regressione è sinonimo di dipendenza), identificata già da Galton con la lettera r come abbreviazione di regressione (in realtà, non standardizzava le variabili, come si fa oggi, ma le normava usando lo scarto interquartile). Grazie a Hamilton Dixon formalizzò la distribuzione di tale misura verificando che era una distribuzione normale bivariata. Determinando alcuni parametri di tale distribuzione anticipò alcuni concetti dell'analisi delle componenti principali.
Con la sua ricerca su come migliorare la razza umana (eugenetica) e su come misurare tale miglioria contribuisce allo sviluppo di concetti come la mediana e i frattili. Nel 1901 finanzia la creazione della rivista Biometrika. Molto amico di Karl Pearson (altro personaggio chiave della statistica), nel 1904 farà confluire il suo Eugenics Record Office nel laboratorio di biometria di Pearson, dando origine al Laboratorio Galton. Per testamento crea il Galton Chair of National Eugenics, dotato di 45 mila sterline. Sono inoltre famosi i suoi studi sulla Macchina di Galton (Quinconce), un piccolo dispositivo per lo studio della distribuzione binomiale.

## Impronte digitali
Galton dedicò svariati volumi (1891, 1892, 1893 e 1895) e articoli all'esposizione dei suoi studi sulle impronte digitali. Misurò la probabilità che due individui diversi possiedano le medesime impronte, ne indagò l'ereditarietà e le caratteristiche in diverse gruppi razziali, e ideò un sistema per la loro classificazione. Il metodo di identificazione mediante impronte digitali era stato già introdotto da William James Herschel negli anni 1860, e il suo uso in ambito criminale e giudiziario già proposto da Henry Faulds nel 1880. Ma furono le ricerche di Galton, congiuntamente a quelle svolte da Sir Edward Henry nel medesimo periodo, a impostare su base scientifica lo sviluppo e le applicazioni di questo metodo, favorendone quindi l'effettiva adozione nelle aule giudiziarie (cfr. Bulmer 2003).

## Opere (selezione)
- 1851: The Narrative of an Explorer in Tropical South
- 1853: Tropical South Africa
- 1855: The Art of Travel
- 1863: Meteorographica, or Methods of Mapping the Weather
- 1865: Hereditary talent and character
- 1869: Hereditary Genius, in cui compare il concetto di regressione, senza ulteriore definizione
- 1874: English Men of Science: their Nature and Nurture
- 1879: Psychometric Facts
- 1880: Visualised numerals
- 1883: Inquiries into Human Faculty and Its Development, in cui compare per la prima volta il termine "eugenetica"
- 1884: Anthropometric Laboratory
- 1886: Notes on permanent colour types in mosaic
- 1888: Note on Australian marriage systems
- 1889: Natural Inheritance
- 1891: The patterns in thumb and finger marks
- 1892: Finger Prints
- 1893: Decipherment of Blurred Finger Prints
- 1895: Finger Print Directories
- 1907: Probability, the Foundation of Eugenics
- 1908: Memories of My Life (autobiografia)
- 1909: Essays in Eugenics

## Opere Tradotte (selezione)
- 1999: L'arte di viaggiare (Titolo originale The Art of Travel) ed. Ibis a cura di Graziella Martina   ISBN 978-88-7164-248-2
- 2001: Piccolo manuale di sopravvivenza (Tratto da L'arte di viaggiare) ed. Ibis a cura di Graziella Martina   ISBN 88-7164-105-1